# Иван Лазарев
Иван Давидович Лазарев е руски офицер, генерал-лейтенант. Участник в Руско-турската война (1877-1878).

## Биография
Иван Лазарев е роден на 17 октомври 1820 г. в село Шуша в семейството на арменски търговец. Завършва Шушенското уездно училище и се ориентира към военното поприще.
Постъпва като доброволец в 84-ти Шарвански пехотен полк. Военната си служба прекарва изцяло в Кавказ. Произведен е в първо военно звание прапорщик (1843).
Отличава се в Кавказката война. Управител на Мехтулинското ханство (1850). Командир на войските, дислоцирани в Среден Дагестан (1856). Повишен е във военно звание генерал-майор от 1860 г. Командир на 21-ва пехотна дивизия (1865). Повишен е във военно звание генерал-лейтенант от 1866 г.
Участва в Руско-турската война (1877-1878). Участва в действията на Кавказкия фронт като командир на 21-ва пехотна дивизия. Отличава се при обсадата на Карс, боевете за Авлиар-аладжакската позиция и др. Има значителен принос за успеха на Руската армия на Кавказкия фронт. Награден с орден „Свети Георги“ III и II ст.
След края на войната е назначен за началник на Ахал-Текинската експедиция в Туркмения. Пристигайки на местоназначението си, внезапно умира в село Чат на 14 август 1879 г.